# Atletica leggera ai Giochi della XIX Olimpiade - Lancio del giavellotto femminile

Video della Finale (film ufficiale dei Giochi)

Il lancio del giavellotto ha fatto parte del programma femminile di atletica leggera ai Giochi della XIX Olimpiade. La competizione si è svolta il 14 ottobre 1968 allo Stadio Olimpico Universitario di Città del Messico.

## L'eccellenza mondiale
| Camp.ssa olimpica 1964 | 60,54      | Mihaela Peneș        | Presente  |
| Primatista mondiale    | 62,40 1964 | Elena Gorčakova      | Rit. 1967 |
| Camp.ssa europea 1966  | 58,74      | Marion Lüttge-Graefe | Assente   |
| Primatista stagionale  | 60,20      | Angéla Németh        | Presente  |

## Risultati

### Turno eliminatorio
Sono iscritte solo 16 atlete. Si procede direttamente alla finale.

### Finale
Al primo lancio la campionessa uscente Mihaela Peneș scaglia l'attrezzo a 59,92 metri. Pensa di avere la gara in pugno. Invece alla seconda prova l'ungherese Németh va oltre i 60 metri. La Penes accusa il colpo: nei rimanenti tre lanci solo uno è da 58 metri. Poi 51 metri e un nullo finale. La lotta per le medaglie non è finita: all'ultimo lancio l'austriaca Janko passa dal settimo al terzo posto.
| Pos.    | Atleta            | Età | Nazione          | Prove | Prove | Prove | Prove                       | Prove                       | Prove                       | Misura | Note |
| Pos.    | Atleta            | Età | Nazione          | 1°    | 2°    | 3°    | 4°                          | 5°                          | 6°                          | Misura | Note |
| ------- | ----------------- | --- | ---------------- | ----- | ----- | ----- | --------------------------- | --------------------------- | --------------------------- | ------ | ---- |
| Oro     | Angéla Németh     | 22  | Ungheria         | 57,66 | 60,36 | 55,56 | 57,54                       | n                           | 53,30                       | 60,36  |      |
| Argento | Mihaela Peneș     | 21  | Romania          | 59,92 | 54,68 | n     | 51,40                       | 58,36                       | n                           | 59,92  |      |
| Bronzo  | Eva Janko         | 23  | Austria          | 54,60 | n     | n     | 46,44                       | 46,24                       | 58,04                       | 58,04  |      |
| 4       | Márta Rudas       | 31  | Ungheria         | 56,38 | n     | n     | 51,60                       | n                           | 52,68                       | 56,38  |      |
| 5       | Daniela Jaworska  | 22  | Polonia          | 55,78 | 56,06 | 52,34 | 51,88                       | n                           | 53,20                       | 56,06  |      |
| 6       | Nataša Urbančič   | 22  | Jugoslavia       | 53,80 | n     | 55,42 | n                           | n                           | -                           | 55,42  |      |
| 7       | Amelie Koloska    | 24  | Germania Ovest   | 53,54 | 54,08 | n     | 54,00                       | 55,20                       | n                           | 55,20  |      |
| 8       | Kaisa Launela     | 20  | Finlandia        | 53,96 | 51,44 | n     | n                           | n                           | n                           | 53,96  |      |
| 9       | Barbara Friedrich | 19  | Stati Uniti      | 53,44 | 51,00 | 52,16 | Non ammesse ai lanci finali | Non ammesse ai lanci finali | Non ammesse ai lanci finali | 53,44  |      |
| 10      | Lidiya Tsymosh    | 26  | Unione Sovietica | n     | n     | 53,40 | Non ammesse ai lanci finali | Non ammesse ai lanci finali | Non ammesse ai lanci finali | 53,40  |      |
| 11      | RaNae Bair        | 25  | Stati Uniti      | 49,54 | 48,08 | 53,14 | Non ammesse ai lanci finali | Non ammesse ai lanci finali | Non ammesse ai lanci finali | 53,14  |      |
| 12      | Lucyna Krawcewicz | 30  | Polonia          | 51,54 | n     | n     | Non ammesse ai lanci finali | Non ammesse ai lanci finali | Non ammesse ai lanci finali | 51,54  |      |
| 13      | Jay Dahlgren      | 19  | Canada           | 51,34 | 51,10 | 48,04 | Non ammesse ai lanci finali | Non ammesse ai lanci finali | Non ammesse ai lanci finali | 51,34  |      |
| 14      | Valentyna Evert   | 22  | Unione Sovietica | n     | 51,16 | n     | Non ammesse ai lanci finali | Non ammesse ai lanci finali | Non ammesse ai lanci finali | 51,16  |      |
| 15      | Susan Mary Platt  | 28  | Gran Bretagna    | n     | 44,94 | 48,52 | Non ammesse ai lanci finali | Non ammesse ai lanci finali | Non ammesse ai lanci finali | 48,52  |      |
| -       | Erika Strasser    | 34  | Austria          | n     | n     | n     | Non ammesse ai lanci finali | Non ammesse ai lanci finali | Non ammesse ai lanci finali | NM     |      |